# Steve Marr
Steve Marr (* 6. Juni 1984 in Kamloops, British Columbia) ist ein ehemaliger kanadischer Eishockeyspieler, der im Verlauf seiner aktiven Karriere zwischen 2001 und 2009 unter anderem über 130 Spiele in der American Hockey League (AHL) und ECHL auf der Position des Verteidigers bestritten hat. Zudem verbrachte Marr eine Spielzeit beim Herner EV 2007 in der Eishockey-Oberliga.

## Karriere
Marr begann seine Karriere im Sommer 2001 bei den Medicine Hat Tigers in der kanadischen Juniorenliga Western Hockey League (WHL), mit denen er in der Saison 2003/04 die Meisterschaft der WHL in Form des President’s Cup gewann. Bei den Tigers gehörte Marr zu den Leistungsträgern innerhalb des Teams und übernahm das Amt des Mannschaftskapitäns. In seiner dritten Spielzeit konnte er eine Plus/Minus-Statistik von +36 aufweisen. In den vier Jahren, die er in Medicine Hat aktiv war, erzielte er 53 Scorerpunkte in 285 Partien.
Im Sommer 2005 unterschrieb der Verteidiger als Free Agent einen Vertrag bei den Calgary Flames aus der National Hockey League (NHL), die ihn jedoch ausschließlich bei ihren Farmteams, den Las Vegas Wranglers in der ECHL und Omaha Ak-Sar-Ben Knights in der American Hockey League (AHL), einsetzten. Marr bekam in dieser Zeit nie die Chance, sich in der NHL zu beweisen. Im Juni 2007 transferierten ihn die Verantwortlichen der Calgary Flames gemeinsam mit Andrei Sjusin im Tausch für Adrian Aucoin und ein Siebtrunden-Wahlrecht im NHL Entry Draft 2007 zu den Chicago Blackhawks. Bei den Blackhawks wurde er erneut an die Farmteams aus der ECHL und AHL abgegeben, sodass der Kanadier zu Einsätzen bei den Rockford IceHogs und Pensacola Ice Pilots kam.
Schließlich forcierte er zur Saison 2008/09 einen Wechsel nach Europa. Dort wurde das Management des Herner EV 2007 aus der drittklassigen Eishockey-Oberliga auf den damals 24-jährigen aufmerksam und nahm den Linksschützen unter Vertrag. Nach der Spielzeit verließ er den HEV wieder und beendete seine Profikarriere daraufhin umgehend.

## Erfolge und Auszeichnungen
- 2004 President’s-Cup-Gewinn mit den Medicine Hat Tigers

## Karrierestatistik
(Legende zur Spielerstatistik: Sp oder GP = absolvierte Spiele; T oder G = erzielte Tore; V oder A = erzielte Assists; Pkt oder Pts = erzielte Scorerpunkte; SM oder PIM = erhaltene Strafminuten; +/− = Plus/Minus-Bilanz; PP = erzielte Überzahltore; SH = erzielte Unterzahltore; GW = erzielte Siegtore; 1 Play-downs/Relegation; Kursiv: Statistik nicht vollständig)